# Barras de access

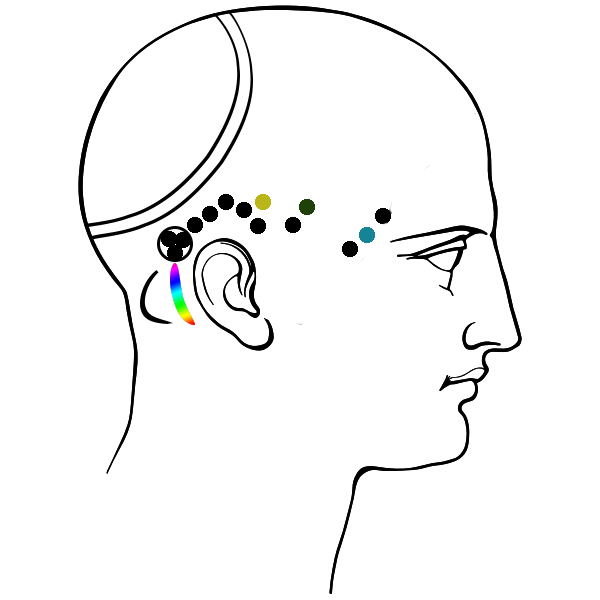
Imagem das supostas barras

Barras de access é uma prática pseudomédica que consiste na manipulação de uma série de pontos ("barras de energia") localizados no crânio. Não há estudos científicos que comprovem sua eficácia.

## Descrição
A técnica começou a ser promovida em 1995 por Gary Douglas, autor e palestrante americano ligado à Igreja da Cientologia e fundador da Access Consciousness, organização que promove práticas de medicina alternativa. Segundo os divulgadores, as "barras" consistem de 32 pontos que "contêm todos os pensamentos, ideias, crenças, emoções e considerações" da pessoa, e que, "tocados suavemente, (...) liberam qualquer coisa que impeça de sentir alegria e tranquilidade". Cada ponto é associado a determinadas características ou capacidades, como sexualidade, poder, dinheiro e cura. Não há evidência científica da existência das barras.

## Controvérsias
De acordo com um artigo da revista francesa L'Express, há indícios de "desvios preocupantes". Segundo a CCMM, as barras de access são o objeto de de cerca de cinquenta relatos da Miviludes, por ser uma prática que se assemelham a um culto; "alguns descrevem como os discípulos repentinamente se separaram das pessoas ao seu redor, outros descrevem sua ruína financeira depois de investir milhares de euros."
Em 2020, diante da explosão do número de praticantes dessa prática no final da década de 2010 na França, a revista Special Envoy enviou uma jornalista para realizar um treinamento de sete horas de access bars oferecido pelo Pôle emploi (órgão governamental francês que combate o desemprego). Além do treinamento básico para colocar os dedos em determinados pontos do crânio, ela fez coisas como:
- exercitar o timo, supostamente religando-o com a energia do universo, fazendo "subir do estado vibratório de seu corpo ao estado vibratório de seu ser infinito";
- ler o manual entregue aos participantes na chegada; a passagem estudada diz respeito a uma "entidade demoníaca" chamada "BHCEEMECS", que aprendeu a exorcizar;

A jornalista recebeu então seu diploma emitido pela Access Consciousness, que não tem valor fora dos Estados Unidos.